# John Ahern Torpie
John Ahern Torpie (Gympie, 6 agosto 1910 – Brisbane, 30 dicembre 2000) è stato un vescovo cattolico australiano.

## Biografia
John Ahern Torpie nacque il 6 agosto 1910 a Gympie.
Fu ordinato presbitero il 25 novembre 1934 dall'arcivescovo James Duhig per l'arcidiocesi di Brisbane. Dopo 33 anni di servizio pastorale nel Queensland, il 14 settembre 1967 papa Paolo VI lo nominò vescovo di Cairns.
Ricevette l'ordinazione episcopale il 30 novembre successivo per imposizione delle mani dell'arcivescovo Patrick Mary O'Donnell. Prese possesso della diocesi il 13 dicembre seguente. Resse la diocesi per 18 anni, ritirandosi per raggiunti limiti d'età il 5 agosto 1985.
Morì a Brisbane il 30 dicembre 2000 all'età di 90 anni. Fu sepolto nella cattedrale di Santa Monica.

## Genealogia episcopale
La genealogia episcopale è:
- Cardinale Scipione Rebiba
- Cardinale Giulio Antonio Santori
- Cardinale Girolamo Bernerio, O.P.
- Arcivescovo Galeazzo Sanvitale
- Cardinale Ludovico Ludovisi
- Cardinale Luigi Caetani
- Cardinale Ulderico Carpegna
- Cardinale Paluzzo Paluzzi Altieri degli Albertoni
- Papa Benedetto XIII
- Papa Benedetto XIV
- Papa Clemente XIII
- Cardinale Marcantonio Colonna
- Cardinale Giacinto Sigismondo Gerdil, B.
- Cardinale Giulio Maria della Somaglia
- Cardinale Carlo Odescalchi, S.I.
- Cardinale Costantino Patrizi Naro
- Cardinale Serafino Vannutelli
- Cardinale Domenico Serafini, O.S.B.
- Cardinale Pietro Fumasoni Biondi
- Arcivescovo Filippo Bernardini
- Cardinale Norman Gilroy
- Arcivescovo Patrick Mary O'Donnell
- Vescovo John Ahern Torpie